# ナポリ革命
ナポリ革命(ナポリかくめい、イタリア語: Rivoluzione Napoli)は、1820年から1821年の間におもにナポリやサレルノで発生した、立憲と議会設置を求めた民衆反乱である。カルボナリが関与し、1815年から1870年にかけての「イタリア統一運動」の中で最も早期に起きた出来事である。ナポリ反乱、ナポリ暴動とも呼ばれる。

## 革命

### 背景
かつてともにスペイン系ブルボン朝の支配下に置かれていたナポリ王国とシチリア王国は、1815年のウィーン会議を経て正式に連合し、シチリア・ブルボン朝による両シチリア王国になった。２つの王国は12世紀から13世紀の間は１つの王国だった（ノルマン人が11世紀に建国した）が、1282年のシチリアの晩祷の反乱で２つに分かれた。
ナポレオン体制下のナポリ王国では封建制が撤廃されて、近代的な官僚制度の整備がすすめられ、不徹底で問題を多く残したが農民に土地を分配する土地改革も行われた。しかしながら両シチリア王国の誕生によってシチリア・ブルボン朝が君臨するようになると、それら近代的な政策は中途半端に終わってしまい代わってより封建的な社会へと逆戻りしてしまう。結果、民衆の反発を招いていた。
そんな中、1820年スペインではスペイン立憲革命が発生。蜂起した革命派軍人はスペイン王フェルナンド7世に1812年憲法の復活を承諾させた。これが立憲革命を求めるカルボナリを触発させることとなる。

### 革命初期

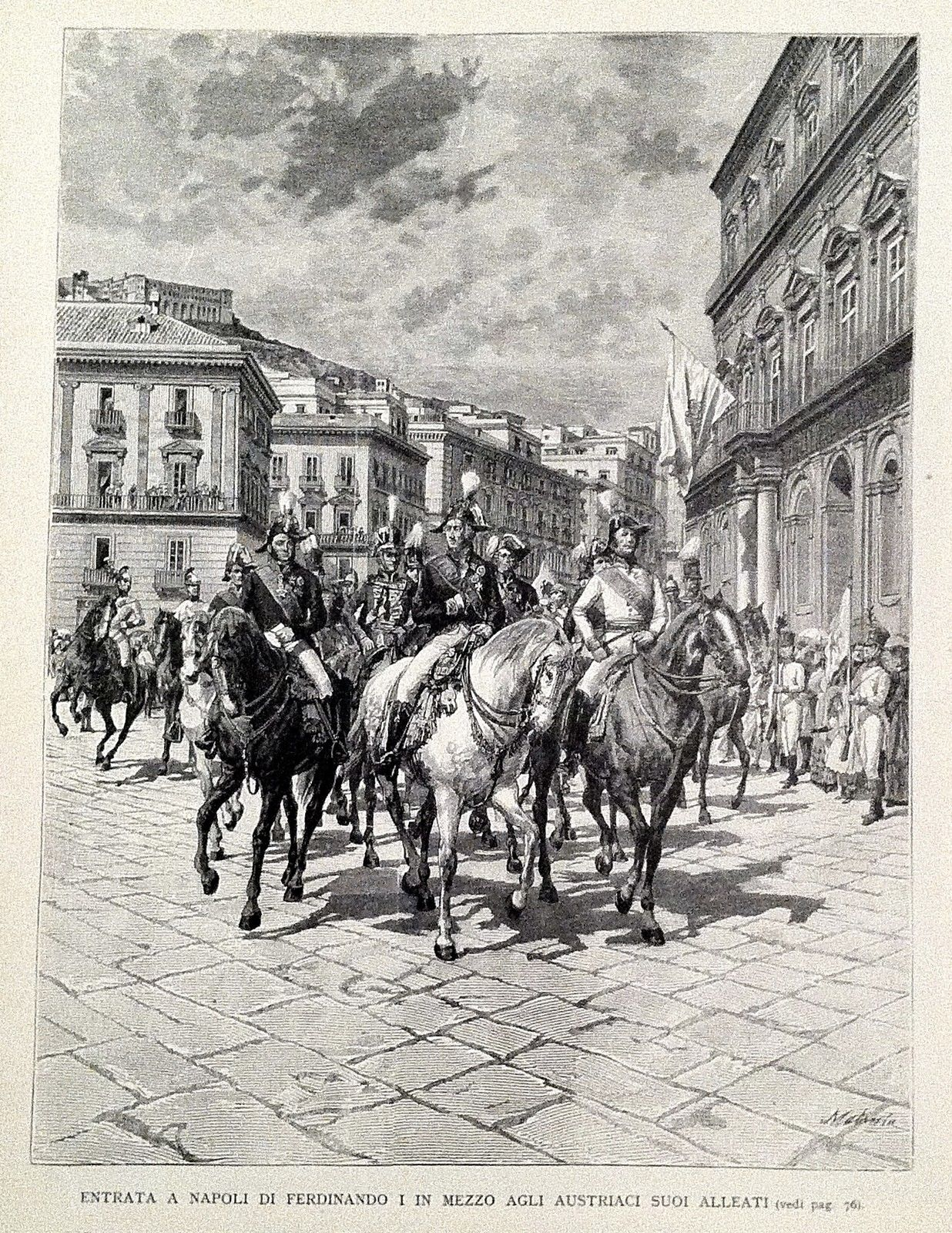
オーストリア帝国軍に護衛されながらナポリに入城するフェルディナンド1世

1820年、スペイン立憲革命に触発されたカルボナリの党員ルイージ・ミニキーニ司祭が両シチリア王国軍騎兵連隊を率いて蜂起を決意した。これにグリエルモ・ペペ将軍率いる両シチリア王国軍の師団と、その弟フロレスターノ・ペペが加わった。次いで治安判事のジュスティーノ・フォルトゥナート、詩人のドメニコ・シメオーネがミニキーニに協力し、蜂起は軍単独によるものから民衆反乱へと様相を変化させた。
両シチリア王国ノーラにおけるカルボナリ党の責任者であったミケーレ・モレッリは、ミニキーニの蜂起を支援することを決める。そして彼自身の部隊をその蜂起に協力させ、結果ジュゼッペ・シルヴァティなどが蜂起に参加することになった。
1820年7月1日、合流したミニキーニとモレッリの一団（男性約130名、軍人将校約20名）はまず立憲革命や蜂起を望んでいた民衆を反乱に加える為、｢自由と憲法万歳｣を叫びながら農村地帯を渡り歩く。ノーラから目的地をアヴェッリーノにして一団は農村や山村を巡ったが、しかし期待していたほどの群衆の熱狂に遭遇することはなく、蜂起参加者もほとんど募ることはできなかった。7月2日にはモンテフォルテ・イルピーノに入り、ミニキールは市民に戦争や君主制の打倒ではなくスペイン立憲革命を参考にした憲法の樹立が目的であると宣言した。これにより、民衆の支持を得ることに成功する。
7月5日、ミニキーニたちはサレルノに入る。

### ナポリ革命

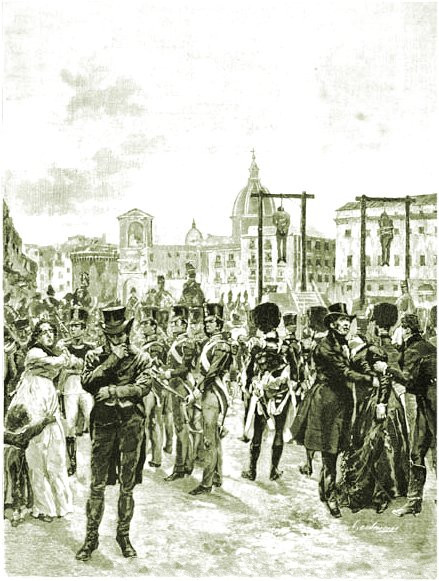
ジュゼッペ・シルヴァティ、ミケーレ・モレッリの絞首刑の様子

ミニキーニたちが入ったサレルノは両シチリア王国の首都ナポリから極めて近い距離にあり、立憲を目的とした一団がナポリ近郊に来たと知ると民衆が熱狂、反乱はナポリに波及した。またナポリ郊外ではグリエルモ・ペペが軍事部隊を集結させ、首都を脅かしていた。フェルディナンド1世はグリエルモ・ペペとの交渉の為に政府内で重用されていた法学者のジュゼッペ・ポエリオを派遣するも、予てより立憲を志向していたポエリオはナポリに舞い戻ると逆に立憲君主制をフェルディナンド1世に説いた。
その結果、両シチリア国王のフェルディナンド1世はスペイン1812年憲法をモデルとした憲法の樹立を認めざるをえなかった。8月になると、新たな両シチリア王国議会が選出され、実施された議会選挙の結果は両シチリア王国の大陸部では74人の議員の中で貴族は2人で圧倒的多数がブルジョア階層であった。シチリア島ではナポリ政府を支持する議員は5人で、残りの24人はシチリアの分離独立を主張する人々であった。それからミニキールの一団はナポリに滞在し、一時的に立憲革命は成功した。この成功は、同時期に始まっていたシチリア島での暴動を助長することとなった。
しかし10月に開催されたトロッパウ会議によりメッテルニッヒは神聖同盟諸国の両シチリア王国で憲法を宣言した革命勢力に対する軍事介入を決定した。また、これを受けてフェルディナンド1世は憲法は自らの意思に反して強要されたものであるとして革命鎮圧の為にオーストリア軍の派遣を要請した。結果、オーストリア帝国軍5万人が現地に派遣された。ナポリにいた革命勢力は徹底抗戦の姿勢を見せ、1821年3月7日から3月10日にかけてはグリエルモ・ペペ、ミケーレ・カラスコサは4万人の志願兵や両シチリア王国軍を率いてオーストリア帝国軍に対抗した（リエーティ・アントロドーコの戦いと呼ばれ、イタリア統一運動における初の大規模な戦闘となった）。しかしペペらは敗北しナポリの大部分を明け渡す。アンジェロ・ダンブロジオ将軍がそのあとを継ぎ最後の抵抗を試みたものの、すでに革命勢力は大幅に兵力を失っており、その力はなかった。3月20日にはダンブロジオら残存勢力は降伏し、革命政府の主要人物も亡命するか降伏するか逃亡するかを迫られた。

### 革命失敗後
3月24日、フェルディナンド1世はオーストリア帝国軍の護衛の下ナポリに入城して議会の停止や暫定憲法の廃止を実施した。革命によって獲得したものはこれにて水泡に帰し、さらにはナポリに残る革命の主要人物は次々と逮捕された。その中には亡命に失敗したジュゼッペ・シルヴァティ、ミケーレ・モレッリも含まれており、二人は1822年9月11日、カルボナリに加担した罪や革命を主導した罪で公開絞首刑に処せられた。
この革命の敗北によってナポリから亡命者の波が起きた。その中には1849年にヴェネツィア共和国防衛戦を戦うことになるペペ将軍の他に、ラッファエッロ前派の画家ダンテ・ガブリエル・ロセッティの父でロンドンに亡命したガブリエル・ロセッティなどがいた。
また、このナポリ革命も含め同時期にカルボナリは幾つかの蜂起を実施しているが、いずれも無計画かつ大国を相手とするには無謀なものばかりであり、結果はすべて失敗に終わっている。この結果、立憲革命を目指すカルボナリは理想はあれど実現力は無いとして民衆の支持を失っていき、マッツィーニが主導する「青年イタリア」の台頭に結び付いた。